# Disney Gallery: The Mandalorian
Disney Gallery: The Mandalorian (nota anche come Disney Gallery / Star Wars: The Mandalorian) è una serie documentario making-of del 2020 della serie televisiva The Mandalorian  diretta da Bradford Baruh e pubblicata su Disney+. 
Anche per le serie The Book of Boba Fett e Obi-Wan Kenobi è stata realizzata una serie making-of.

## Trama
La docuserie è composta da interviste e filmati inediti che esplorano il dietro le quinte della serie. Tra gli intervistati vi sono Dave Filoni, Deborah Chow, Rick Famuyiwa, Bryce Dallas Howard, Taika Waititi, John Knoll, Kathleen Kennedy, Richard Bluff, Hal Hickel, Pedro Pascal, Gina Carano, Carl Weathers e Ludwig Göransson.

## Puntate

### Prima stagione
La stagione si riferisce alla prima stagione di The Mandalorian.
Tutte le puntate della stagione sono dirette da Bradford Baruh.
| nº | Titolo originale | Titolo italiano | Scritto da                              | Pubblicazione  |
| -- | ---------------- | --------------- | --------------------------------------- | -------------- |
| 1  | Directing        | La regia        | Brandon Bestenheider, Brenton Covington | 4 maggio 2020  |
| 2  | Legacy           | Eredità         | Meghan Leon                             | 8 maggio 2020  |
| 3  | Cast             | Il cast         | Brandon Bestenheider, Brenton Covington | 15 maggio 2020 |
| 4  | Technology       | Tecnologia      | Brandon Bestenheider                    | 22 maggio 2020 |
| 5  | Practical        | Effetti pratici | Meghan Leon                             | 29 maggio 2020 |
| 6  | Process          | Process         | Meghan Leon                             | 5 giugno 2020  |
| 7  | Score            | Score           | Brandon Bestenheider, Brenton Covington | 12 giugno 2020 |
| 8  | Connections      | Connections     | Brandon Bestenheider                    | 19 giugno 2020 |

#### Trama
Nella prima puntata Favreau intervista i registi della prima stagione: Dave Filoni, Deborah Chow, Rick Famuyiwa, Bryce Dallas Howard e Taika Waititi tutti seduti alla tavola rotonda dei registi. Altre scene della puntata mostrano Baz Idoine e Gina Carano.
Nella seconda puntata Favreau discute l'eredità di Guerre stellari seduto alla tavola rotonda dei creativi composta Filoni, John Knoll, Kathleen Kennedy, Richard Bluff e Hal Hickel e alla tavola rotonda dei registi. Altre scene della puntata mostrano Pedro Pascal e Carl Weathers.
Nella terza puntata Favreau discute del cast e dei personaggi della prima stagione alla tavola rotonda degli attori (Pascal, Weathers e Carano), insieme a Filoni e alla tavola rotonda dei registi. Altre scene della puntata mostrano Brendan Wayne, Lateef Crowder e Kim Richards.
Nella quarta puntata Favreau discute la tecnologia alla base della serie televisiva con i registi, i creativi e alle tavole rotonde degli attori. Altre scene della puntata mostrano Idoine e Giancarlo Esposito.
Nella quinta puntata Favreau discute degli effetti pratici in The Mandalorian con i registi e con le tavole rotonde dei creativi. Altre scene della puntata mostrano John Rosengrant, Misty Rosas, Werner Herzog, Richards, Jason Matthews, Trevor Hensley, Hiroshi "Kan" Ikeuchi, Mike Manzel, Tamara Carlson Woodard, Idoine, Carano, Pascal e Josh Roth.
Nella sesta puntata Favreau discute il processo di visualizzazione utilizzato per realizzare The Mandalorian con i registi e le tavole rotonde dei creativi.
Nella settima puntata Favreau discute la colonna sonora di The Mandalorian con Ludwig Göransson e Filoni.
Nell'ottava e ultima puntata della prima stagione Favreau rivela le connessioni tra vari oggetti di scena e i personaggi del franchise con quelli mostrati in The Mandalorian con i registi e le tavole rotonde dei creativi. Altre scene della puntata mostrano Roth, Andrew L. Jones e alcuni membri della 501ª legione.

### Seconda stagione
La stagione si riferisce alla seconda stagione di The Mandalorian.
| nº | Titolo originale            | Titolo italiano                           | Scritto da                              | Pubblicazione    |
| -- | --------------------------- | ----------------------------------------- | --------------------------------------- | ---------------- |
| 1  | Making of Season Two        | Il dietro le quinte Stagione 2            | Brandon Bestenheider, Brenton Covington | 25 dicembre 2020 |
| 2  | Making of Season Two Finale | Dietro le quinte: Finale della Stagione 2 | Meghan Leon                             | 25 agosto 2021   |

#### Trama
La prima puntata si basa su varie interviste al cast e alla troupe e mostra il dietro le quinte degli otto episodi della seconda stagione.
La seconda puntata esplora il processo alla base del ringiovanimento di Mark Hamill nella seconda stagione grazie ad una tecnica di de-invecchiamento.

### Terza stagione
La stagione si riferisce alla terza stagione di The Mandalorian.
| nº | Titolo originale       | Titolo italiano                   | Scritto da | Pubblicazione  |
| -- | ---------------------- | --------------------------------- | ---------- | -------------- |
| 1  | Making of Season Three | Dietro le quinte della Stagione 3 | N.D.       | 28 giugno 2023 |

## Distribuzione
La docu-serie è stata annunciata dalla Disney nell'aprile 2020, il cui episodio sarà distribuito il 4 maggio 2020, in occasione dello Star Wars Day. Gli altri sette episodi sono stati pubblicati settimanalmente, il venerdì.
Nel dicembre 2020, è stato annunciato che uno speciale, Disney Gallery: The Mandalorian – Dietro le quinte Stagione 2, sarebbe stato pubblicato il 25 dicembre 2020. Un secondo speciale è stato pubblicato il 25 agosto 2021.